# 毛大丁草
毛大丁草（学名：Gerbera piloselloides）为菊科大丁草属下的一个种。

## 扩展阅读
- 維基物種上的相關：毛大丁草

## 外部連結
- 毛大丁草 Mao Da Ding Cao （页面存档备份，存于） 中藥標本數據庫 (香港浸會大學中醫藥學院) （繁體中文）（英文）